# Phyllastrephus albigularis
Phyllastrephus albigularis (tên tiếng Anh: White-throated Greenbul) là một loài chim sẻ thuộc họ Pycnonotidae.

## Phân bố và môi trường sống
Loài này có hầu như khắp vùng Trung và Tây Phi. Môi trường sống tự nhiên của chúng là rừng ẩm vùng đất thấp nhiệt đới hoặc cận nhiệt đới và rừng núi ẩm nhiệt đới và cận nhiệt đới.